# Hagelkreuzstraße 15 (Mönchengladbach)

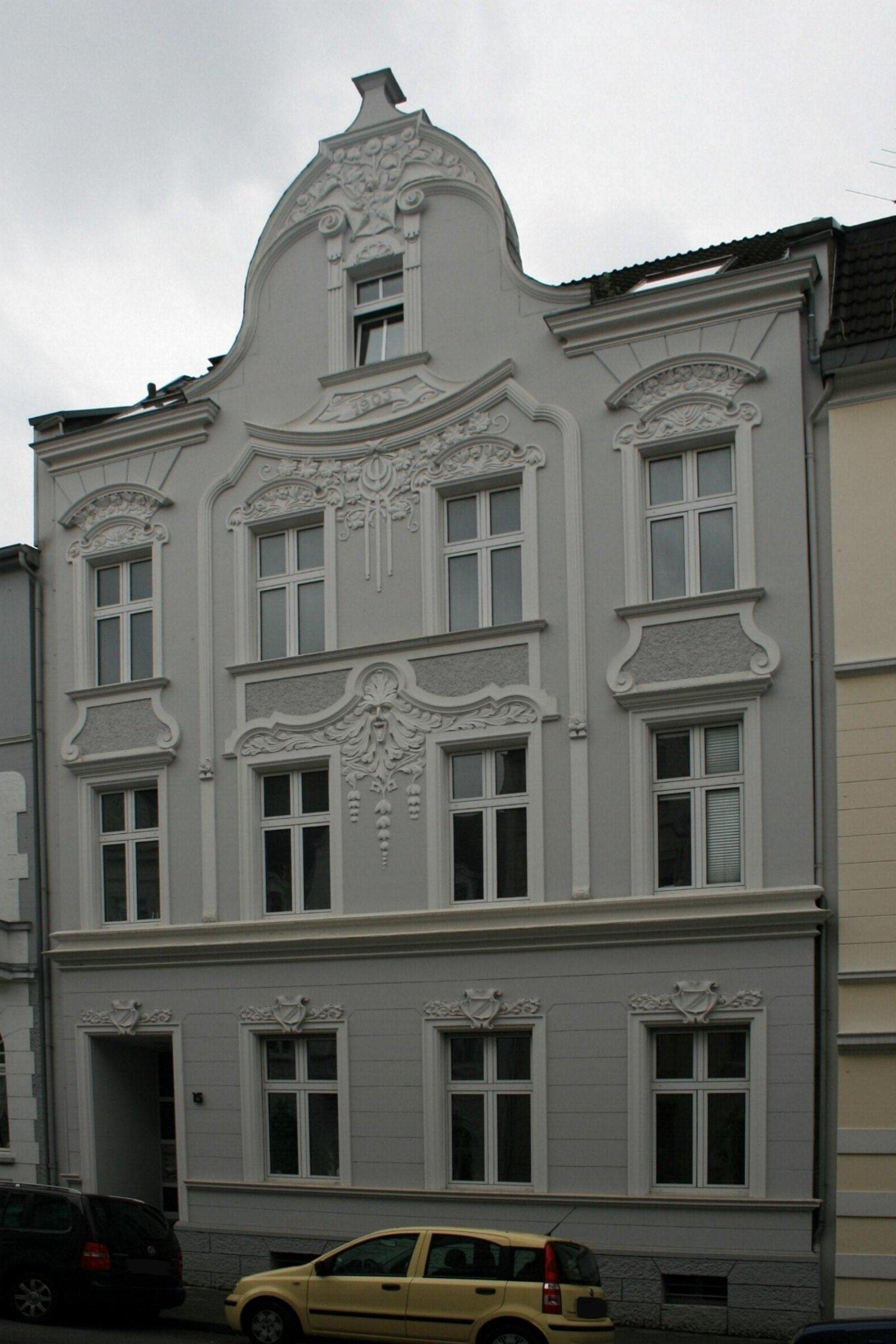
Wohnhaus (2010)

Das Wohnhaus Hagelkreuzstraße 15 steht in Mönchengladbach (Nordrhein-Westfalen).
Das Gebäude wurde 1903 erbaut. Es wurde unter Nr. H 026  am 24. September 1985 in die Denkmalliste der Stadt Mönchengladbach eingetragen.

## Lage
Das Objekt liegt im Gebiet der nördlichen Stadterweiterung zwischen Wasserturm und Bunten Garten in einer weitgehend intakten, nur stellenweise durch Neubauten oder Fassadenmodernisierung gestörten Häuserzeile.

## Architektur
Das Objekt steht in einer traufständigen Zeile gleichartiger Bauten und ist ein dreigeschossiges Mietwohnhaus von vier Fensterachsen mit Keller und ausgebautem Satteldach. Eine Jahreszahl unterhalb des Giebelfensters gibt als Baujahr 1903 an. Das Haus Hagelkreuzstr. 15 ist im Zusammenhang des Straßenzuges als gutes Beispiel für eine in Jugendstilform ausgeführte Stuckfassade erhaltenswert.